# Achille et Joseph Archambault
Pour les articles homonymes, voir Archambault (homonymie).
Les frères Achille et Joseph Archambault ont tous deux accompagné Napoléon aux deux exils, à l'île d'Elbe et à l'île Sainte-Hélène. On doit les compter parmi les fidèles serviteurs et compagnons d'infortune de l'empereur déchu Napoléon Ier.

## Biographie
Les frères Achille et Joseph Archambault sont nés à Fontainebleau en 1792  et en 1796 respectivement, d'une mère qui mourut en 1799 et d'un père inconnu, mais supposé être un certain Thomas Nicolas Senez avec qui leur mère vivait en concubinage. Une fois orphelins, ils sont pris en charge par l'hospice du Mont Pierreux, avec leur grand-mère maternelle elle aussi veuve, et se trouvent ensuite employés auprès des écuries impériales dès 1805, comme valets. C'est à ce titre qu'ils suivent Napoléon Ier dans les campagnes de l'Empire, et se retrouvent une première fois en exil avec lui, à l'île d'Elbe, entre 1814 et 1815. Lors des Cent-Jours et à Waterloo, ils continuent d'être auprès de Napoléon, et le suivent encore à la Malmaison lors de la seconde abdication à la fin de juin 1815. De là, ils l'accompagnent dans son exil à l'île de Sainte-Hélène, pour une captivité à vie. Le prisonnier doit choisir une liste restreinte d'officiers et de domestiques pour l'accompagner. Achille Archambault avait été remarqué pour son adresse avec les chevaux, c'est donc comme piqueur qu'il est choisi pour Sainte-Hélène, et il est accompagné de son jeune frère cadet et orphelin, Joseph, pour raisons humanitaires. 
L'arrivée de sir Hudson Lowe en avril 1816 est cependant suivie, après quelques mois, de restrictions budgétaires imposées par le gouvernement britannique : Napoléon doit renvoyer quelques gens de son service. Le choix se porte notamment sur Joseph, car l'emploi de piqueur est de moins en moins sollicité depuis que le célèbre captif a décidé de vivre en reclus dans la résidence sous haute surveillance qu'était Longwood.
Une fois de retour en Europe, Joseph se rend aussitôt auprès du frère aîné de Napoléon, Joseph Bonaparte. Celui-ci avait réussi à échapper aux mailles du filet anglais le long des côtes françaises et avait atteint l'Amérique en fin 1815. Il s'était installé près de Philadelphie. Joseph peut lui remettre un plan des lieux de la captivité de Napoléon ainsi que des renseignements sur la surveillance et les conditions dans lesquelles son frère vit. Très vite, Joseph Archambault s'accoutume à la nouvelle vie américaine et trouve une épouse. Il s'installe définitivement sur place, fait des opérations immobilières, et, un peu plus tard, s'engage comme volontaire dans les milices locales, dans la cavalerie. Lors de la Guerre de Sécession, il prend du service, malgré son âge avancé, et finit avec le grade de Major dans l'US Cavalry. Il meurt à Philadelphie le 3 juillet 1874. Sa descendance se trouve aujourd'hui dans la région de Pennsylvanie principalement. 
Quant à l'aîné, Achille Archambault, il reste auprès de Napoléon jusqu'à la fin, en mai 1821. Il assiste à l'autopsie du corps, aide les médecins à prendre un masque de plâtre de la tête du défunt, et tient le cheval de Napoléon par la bride juste derrière le char funèbre qui l'accompagne à sa dernière demeure le 9 mai 1821. Une fois rentré en France, il s'installe à Sannois dans le Val-d'Oise et grâce à son passé comme compagnon de Napoléon, ainsi que grâce à un legs qu'il a reçu de lui, il devient un petit notable local. Après la Révolution de 1830, il trouve un emploi plus lucratif, grâce à l'aide du général Gourgaud, officier d'ordonnance du roi Louis-Philippe, et est naturellement sollicité pour se joindre, en 1840, à la l'expédition qui devait ramener les cendres de Napoléon en France. Achille est présent à l'ouverture du cercueil, comme ses anciens compagnons d'infortune de 1815-1821. Rentré en France, il prend une retraite méritée et, lors de l'ascension politique du prince Louis-Napoléon, il est enthousiasmé par la progression vers le rétablissement de l'Empire. Il reçoit la médaille de la Légion d'honneur et meurt à Sannois le 20 avril 1858 où il est enterré.